# 고명역
고명역(Gomyeong station, 高明驛)은 충청북도 제천시 고명동에 위치한 중앙선의 철도역이다.
2008년부터 여객 열차는 정차하지 않으며, 태백선 복선 전철화 사업 이후 장락역에서 이전해 온 무연탄 등의 화물을 취급한다.

## 역사
- 1971년 12월 1일 : 신호장으로 영업 개시[1]
- 1978년 12월 1일 : 보통역으로 승격[2]
- 1979년 10월 20일 : 역사 준공 이전
- 2008년 1월 1일 : 일반열차 통과
- 2011년 3월 31일 : 제천역 ~ 도담역 복선전철화 완료[3]
- 2017년 12월 18일 : 화물 취급 개시[4]